# دوري جزر كوك لكرة القدم 2008
دوري جزر كوك لكرة القدم 2008 (بالإنجليزية: 2008 Cook Islands Round Cup)‏ هو موسم من دوري جزر كوك لكرة القدم. فاز فيه Nikao Sokattak F.C. ‏.